# ボレスワフ3世ロズジュトヌィ
ボレスワフ3世ロズジュトヌィ（Bolesław III Rozrzutny, 1291年9月23日 - 1352年4月21日）は、レグニツァ＝ブジェク公（在位：1296年 - 1342年）、ヴロツワフ公（在位：1296年 - 1311年）。レグニツァ＝ヴロツワフ公ヘンリク5世の長男で、母はヴィエルコポルスカ公ボレスワフの娘エルジュビェタ。異称「ロズジュトヌィ」は気前の良さを意味する。

## 生涯

### ボヘミア王位への野心
父が1296年に死去した時はまだ5歳だったため、母エルジュビェタと父方の叔父で後見人のボルコ1世が摂政として公国を統治した。しかし、1301年にボルコ1世は急死し、母エルジュビェタも1304年に死去した。1301年から1302年にかけて幼いボレスワフ3世の後見人となっていたのはヴロツワフ司教ハインリヒ・フォン・ヴュルベンだったが、ヴュルベンは濡れ衣を着せられて司教の地位を追われた。この時期までにボヘミア王ヴァーツラフ2世が、豊かで戦略上も重要なヴロツワフ公国を支配するようになった。1302年、幼いボレスワフはプラハの宮廷に送られ、翌1303年1月13日にヴァーツラフ2世の7歳の末娘マルケータと婚約した。2人の結婚式は5年後の1308年に執り行われた。
ボレスワフ3世がボヘミア宮廷に現れてマルケータ王女と婚約して以後、ヴァーツラフ2世はこの未来の婿を寵愛し始めた。その寵愛ぶりは王の近しい男性親族達を恐れさせるほどで、彼らは若いレグニツァ公がボヘミアの次期国王候補として有力なライバルとなることを悟らされた。息子を後継者としては不適格だと思っていたヴァーツラフ2世（1300年からはポーランド王を兼ねた）が1305年に急死し、翌1306年に息子ヴァーツラフ3世がオロモウツで暗殺されると、ボレスワフ3世はボヘミアの王位を狙えるきわめて重要な立場になった。ボレスワフ3世は「ポーランド王位の相続者（haeres Regni Poloniae）」を名乗り、ボヘミア王位継承争いに参加した。
しかしレグニツァ＝ヴロツワフ公の勢力は、オーストリア公ルドルフ3世、ケルンテン公ハインリヒ6世、ルクセンブルク家のヨハンといった、プシェミスル朝の後継者に名乗りを上げた他の候補達に太刀打ちできるものではなかった。ポーランドにおける後継者となるという目論見も、1306年から1307年にかけてカリシュを支配下に収めるのに失敗し、グウォグフ公ヘンリク3世に敗北したため、成し遂げられずに終わった。
1308年にオパヴァ公ミクラーシュ1世を屈服させてオパヴァ（トロッパウ）を得たが、3年後の1311年6月11日、ボレスワフ3世はオロモウツでの和約締結に際して銀8000本という莫大な賠償金と引き換えに同地域を放棄した。オパヴァはボヘミア王冠領に併合された後、1318年になってミクラーシュ1世の息子ミクラーシュ2世に与えられた。

### グウォグフ諸公との戦争
ボレスワフ3世の壮大な政治的野心は公国の財政を疲弊させ、ボヘミア王位の要求ばかりか自分自身の公位を維持することも危うい状況に陥った。1311年、地元貴族の圧力に屈したボレスワフ3世は自らの公国を分割して、2人の弟ヘンリクとヴワディスワフに領地を分与することになり、公国はヴロツワフ、レグニツァ、ブジェクの3地域に分けられた。長子として、ボレスワフ3世には自分の統治する公国を優先的に選択する権利があった。ところが彼が自領に選んだのは最も小規模かつ貧しいブジェクであり、この出来事は世人を驚かせた。ボレスワフ3世はおそらくボヘミア王位を巡る戦争を継続したいと思っており、ブジェクを領する公に与えられる金銭的な補償を費用にあてようと考えていたらしい。しかし当ては外れ、ボレスワフ3世はヴロツワフ公国を獲得した次弟ヘンリク6世に政治的優位を奪われることになった。
はじめ、ボレスワフ3世はこの状況に甘んじているように見えたが、翌1312年には補償金を支払わなかったことを理由に、末弟ヴワディスワフからレグニツァ公の座を取り上げた。
1312年、ボレスワフ3世と弟ヘンリク6世はマウォポルスカの支配者ヴワディスワフ1世（短躯公、母方の叔母ヤドヴィガの夫）と同盟を結び、連合軍を組織してグウォグフの諸公を攻めた。この戦争の口実は、ボレスワフ3世の父ヘンリク5世が、グウォグフ公爵兄弟の父親であるヘンリク3世によって死に追いやられたことに対する弔い合戦だというものだった。戦争は1312年から1317年まで5年間続き、ヴワディスワフ1世はヴィエルコポルスカのほぼ全域をグウォグフ諸公から奪ったが、同盟者であるレグニツァ公兄弟はウラス（ヘンリク6世）、ヴォウフとルビョンシュ（ボレスワフ3世）を獲得するにとどまった。
この戦勝の後間もなく、ボレスワフ3世はヨハン・フォン・ルクセンブルクを王に戴いていたボヘミアに対し、王位請求を再開させようとした。しかし、1321年から1322年にかけて、ヨハンがイタリアとドイツに旅行している間にボヘミアの統治を任されるという条件に納得し、要求を取り下げた。
シロンスクでは、ボレスワフ3世とその同盟者達は1321年よりグウォグフ諸公に対する戦争を再開した。ボレスワフ3世とヘンリク6世、オポーレ公ボルコ2世、及びポーランド王となったヴワディスワフ1世は、グウォグフ諸公に対する同盟を結成、ボレスワフ3世は勝利に貢献した。1323年8月10日、ヴロツワフにおいて和約が結ばれ、オレシニツァ公コンラト1世はナムィスウフ公国及びナムィスウフの要塞、ブィチナとクルジュボルクをボレスワフに割譲した。

### 弟との対立、ボヘミアに臣従
1322年以降、ボレスワフと弟ヘンリク6世との関係は悪化し始めた。ヘンリク6世が兄の攻撃的な政治方針についていくのを拒み、単独でオレシニツァ公コンラト1世と同盟した結果、ボレスワフ3世が豊かなヴロツワフの支配権を要求する姿勢をはっきりと示し出したのが原因だった。ボレスワフ3世は自分の領するレグニツァとヴロツワフを交換するよう公式に提案しにいくほど、ヴロツワフに対する執念を見せていたが、ヘンリク6世がこのような不公平な領地変えに応じるはずはなかった。
ヘンリク6世はポーランド王ヴワディスワフ1世と連絡を緊密にし、王に臣従を誓い、自分の後継者を指名する権利を引き渡すかわりに同盟してくれるよう頼んだ。しかしボヘミア王国との直接対決を恐れるヴワディスワフ1世は、ボヘミアとの関係の深いこの地域の問題にかかわるのを拒んだため、ヘンリク6世は神聖ローマ皇帝ルートヴィヒ4世に助力を求め、1324年4月24日に神聖ローマ帝国の封臣となることを宣言した。見返りに、ルートヴィヒ4世は息子のいないヘンリク6世の領地を娘達が相続することを承認した。この決定を聞くと、ボレスワフ3世はこの問題に武力で決着をつけようと軍隊を率いてヴロツワフに赴いたが、ヴロツワフの堅固な城壁に阻まれ、遠征は失敗した。
しかし1327年、状況は一変する。かねてよりヴワディスワフ1世を敵視していたボヘミア王ヨハンが、ヘンリク6世を説得して皇帝との主従関係を解消させ、ヴロツワフ公をボヘミア王の封臣としたのである。その見返りに、ヘンリク6世はグラーツ郡を終身の領地として与えられ、高額の年金を受けることになった。
ヴロツワフを奪取しようと目論むボレスワフの最後の試みは、ボヘミア王ヨハンが不在であった1327年から1328年にかけて展開された。しかし前回と同様、ヴロツワフの固い城壁の前に失敗に終わっている。
1329年、ボレスワフ3世によってレグニツァ公の地位を追われていた末弟ヴワディスワフがシロンスクに突然帰国した。ボヘミア王の封臣となったヴワディスワフは、国王ヨハンの名の下にレグニツァ領有を主張、ボレスワフ3世を窮地に追い込んだ。ヨハンに対して戦争を起こす資産すらないボレスワフ3世は1329年5月9日、自らもボヘミア王の封臣となることを誓った。独立を失った後、ボレスワフ3世の政治活動はめっきり目立たないものになった。但しボヘミア王ヨハンの名の下に、1329年から1331年にかけてルサティア（ラウジッツ）とグウォグフへの遠征を行っている。

### 晩年

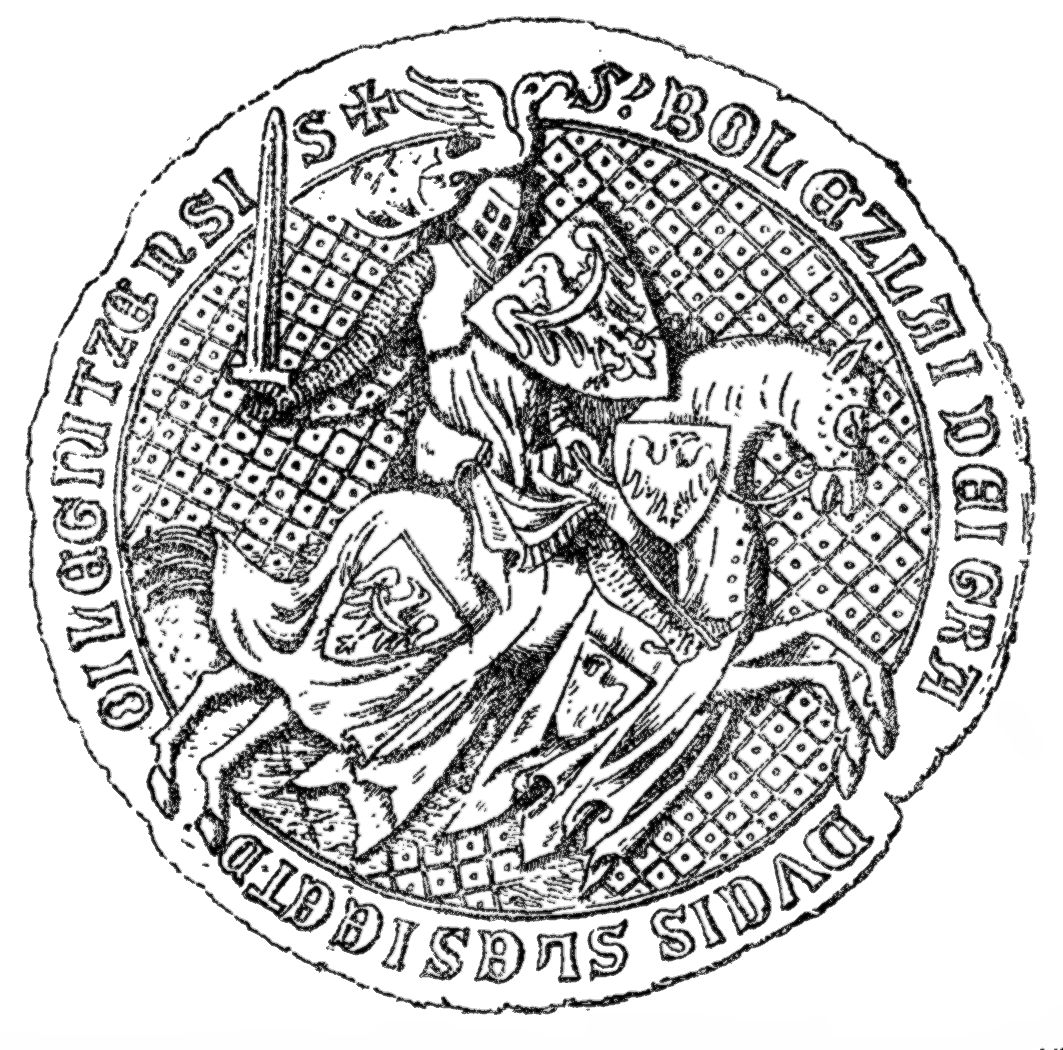
ボレスワフ3世の印璽、1337年

贅沢好みの生活スタイルと恒常的な旅行（有名なのは1335年のヴィシェグラード会議）を続けた結果、ボレスワフ3世の財政状況は悪化してしまった。公爵は懐具合が苦しくなるたびに増税をしたり、公国領の一部（ホチャヌフやホイヌフなどの都市）を売却しながら、何とかやりくりしていた。
ボレスワフ3世の長男であるヴァツワフ1世は、父の放漫な財政確保策による公国の衰退を憂い、公国の一部の相続を要求して父に対する反乱を起こした。公爵は長男と争うことを望まず、1338年にヴァツワフ1世にナムィスウフ公国を与えた。更に4年後の1342年、ボレスワフ3世は2人の息子ヴァツワフ1世とルドヴィクにレグニツァ公国の共同統治権を与えた。その代わり、ヴァツワフ1世はナムィスウフ公国を父に返還し、ボレスワフ3世はこの公国を再び入手するとほぼ同時に、これを従弟のポーランド王カジミェシュ3世に売却した。退位後、ボレスワフ3世はクロアチア人の後妻カタリナ・シュビッチと共にブジェクで隠遁生活を送り、1352年4月21日に同市で亡くなった。遺体はルビョンシュの修道院に埋められた。
財政は常に厳しい状態だったにもかかわらず、ボレスワフ3世は自身の浪費好きな生活態度を改めようとはしなかった。彼は当時最も華やかな祝典であった、ポーランド王カジミェシュ3世とアーデルハイト・フォン・ヘッセンとのポズナンで執り行われた結婚式、及びボヘミア王カレル1世の戴冠式にも出席した。このボヘミアの新国王は1344年1月19日、ボレスワフに対して、ヴロツワフ司教プレチュラフ・フォン・ポガレルにグロドクフを売却するよう強要した。
ボレスワフ3世は教会に対する義務違反で2度破門されている。最初は1337年、十分の一税の支払いが遅れた時のことである。2度目は1340年、教会の財産を没収したさいのことである。破門はボレスワフ3世が死の床にあったときに、息子達の主張でやっと取り消された。教会との関係は良好とはいえなかったが、ボレスワフ3世は教会に対して惜しみない援助を与えており、ルビョンシュの修道院が勢力を強めるのを助け、ブジェクにフランチェスコ会とドミニコ会の2つの修道院を新たに築いている。

## 子女
1308年までにボヘミア王ヴァーツラフ2世の娘マルケータと結婚し、3人の息子をもうけた。
1. ヴァツワフ1世（1318年頃 - 1364年6月2日）
2. ルドヴィク1世（1321年頃 - 1398年12月6日/23日）
3. ミコワイ（1322年4月7日、出生日に死去）

1326年、クロアチア総督ムラデン3世シュビッチの娘カタリナと再婚した。夫妻には子供がなかった。ボレスワフ3世の遺言により、カタリナは死ぬまでのブジェク公国の統治権を与えられた。